# Ulica Emilii Plater w Szczecinie
Emilii Plater (do 1945: Lange Straße) - ulica w Szczecinie, przebiegająca przez osiedla Niebuszewo-Bolinko oraz Drzetowo-Grabowo. Administracyjnie przynależy do dzielnicy Śródmieście. Przedwojenna nazwa niemiecka w tłumaczeniu brzmi ulica Długa. Obecna została nadana na cześć kapitana Wojska Polskiego w czasie powstania listopadowego: Emilii Plater.

## Przebieg
Ulica Emilii Plater rozpoczyna się na skrzyżowaniu ulicy Stanisława Staszica z ulicą Ofiar Oświęcimia. Następnie odchodzi od niej ulica Księżnej Salomei, mjr Władysława Raginisa. Na skrzyżowaniu z ulicą Gontyny ulica zmienia przynależność administracyjną z Niebuszewa-Bolinka na Drzetowo-Grabowo. Następnie krzyżuje się z ulicą Jana Kazimierza i Grażyny, przechodzi skrajem placu Matki Teresy z Kalkuty, krzyżuje się z Parkową, Miedzianą, kończąc swój bieg na skrzyżowaniu z ul. Teofila Firlika.

## Zabudowa
Przed II wojną światową ulica Emilii Plater była zabudowana zwartą, kilkupiętrową zabudową kamieniczną. Bombardowania alianckie, które miały miejsce w nocy z 29 na 30 sierpnia 1944 doprowadziły do ogromnych zniszczeń zabudowy przyulicznej, szczególnie w jej dolnej części. Z budynków położonych w granicach osiedla Niebuszewo-Bolinko ocalały tylko dwa budynki - kamienica pod nr 35 i 35A oraz budynek na narożniku z ul. Gontyny. Na tym odcinku wybudowano po wojnie gmach gimnazjum nr 46 i liceum nr 5, założono ogrody działkowe im. 1 Maja, wybudowano internat. Na początku XXI wieku został wybudowany kościół pw. Bożego Ciała, a obecnie (2015) trwa budowa nowego osiedla Nautica, które wypełni dotychczas niezabudowaną po zniszczeniach wojennych lukę. W górnej części ulicy, należącej administracyjnie do Drzetowa-Grabowa, zachowało się kilkanaście przedwojennych kamienic. Luki w pierzejach zabudowywane były przez wiele lat, zarówno budownictwem z epoki PRL-u jak i współczesnymi plombami mieszkalnymi. Z okresu powojennego pochodzi m.in. budynek szkoły podstawowej nr 11. Obecnie przy skrzyżowaniu z ul. Ofiar Oświęcimia znajduje się supermarket "Kaufland".

## Transport
W 1897 na ulicy wybudowana została dwutorowa trasa tramwajowa. Bombardowania alianckie doprowadziły do zniszczenia ulicy i linii tramwajowej, która nie została uruchomiona po zakończeniu II wojny światowej. Torowisko zostało zdemontowane, a odcinki szyn w dobrym stanie wykorzystano w innych częściach miasta. Obecnie przez ulicę przebiegają linie autobusowe dzienne nr 53, 60 i 67.

## Galeria

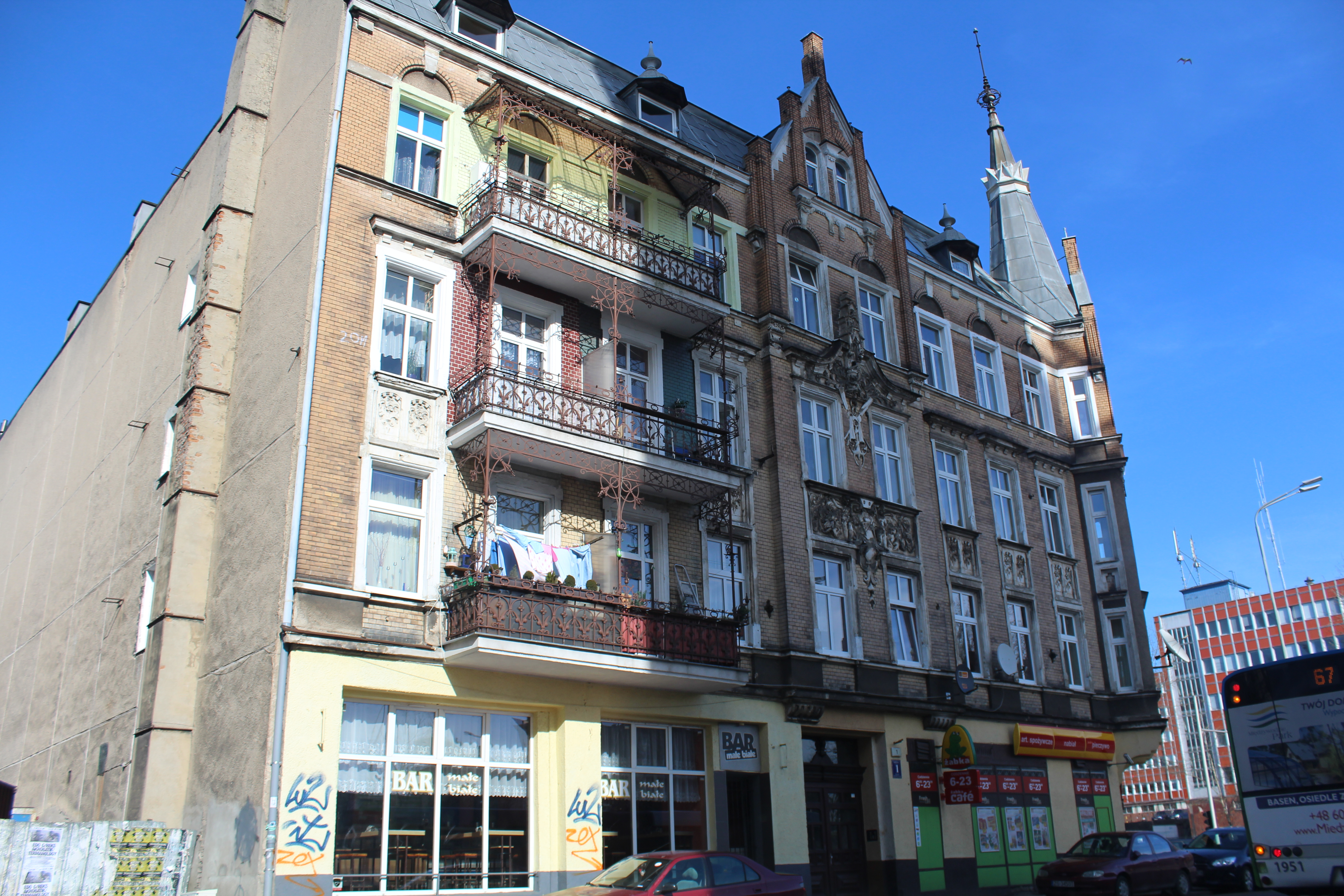
Narożnik z ul. Firlika
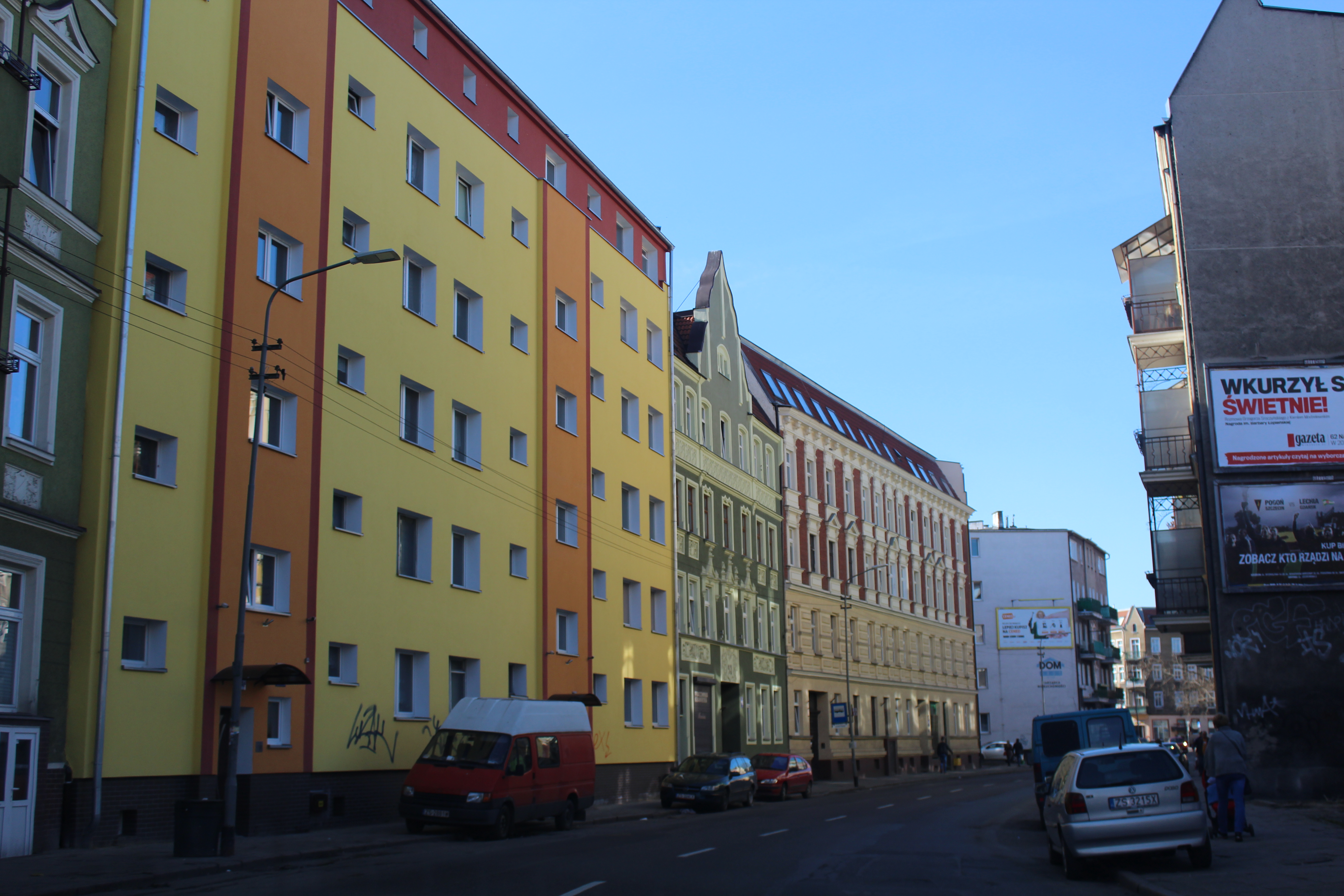
Zabudowa ulicy na Drzetowie-Grabowie
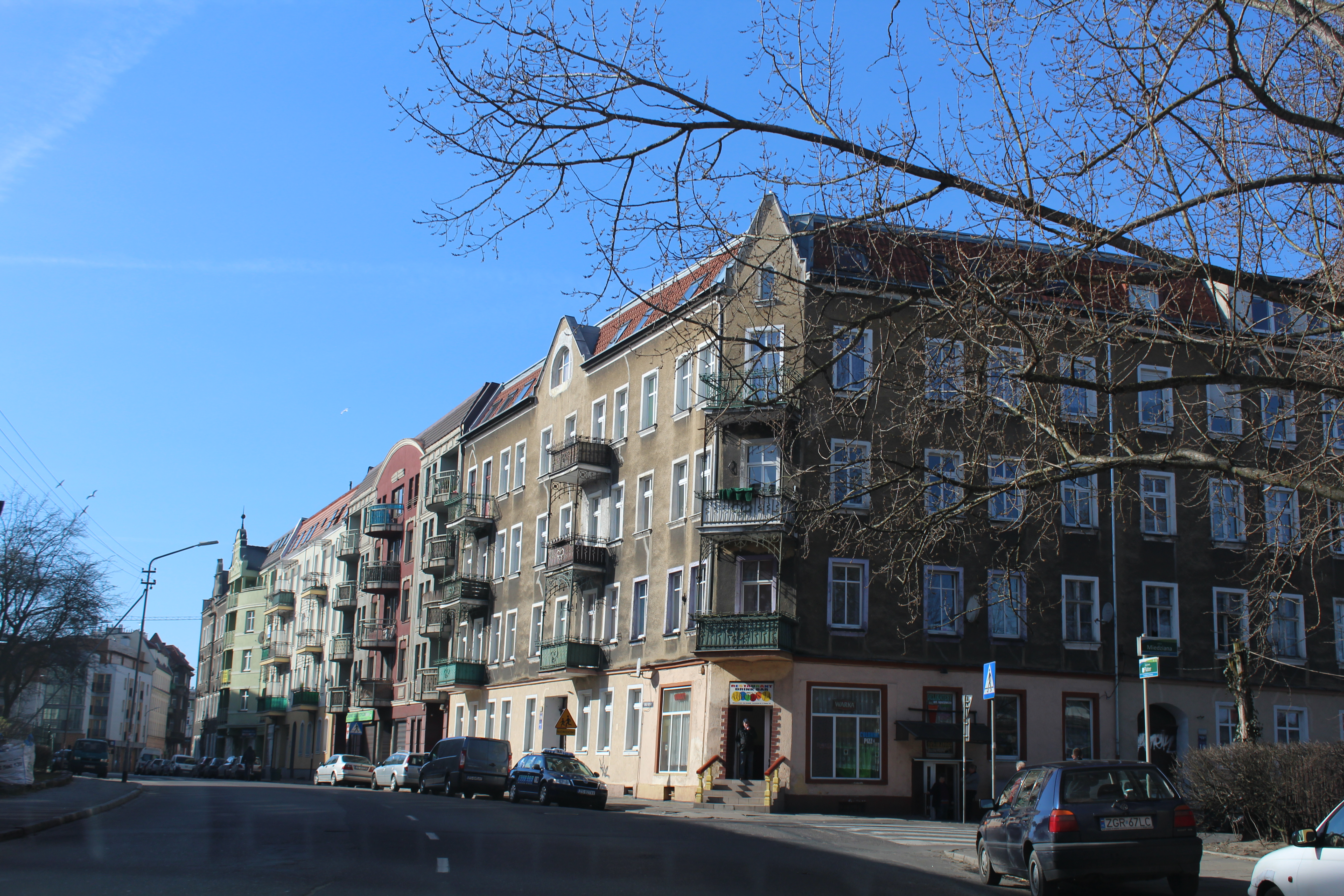
Pierzeja ulicy przy narożniku z ul. Miedzianą
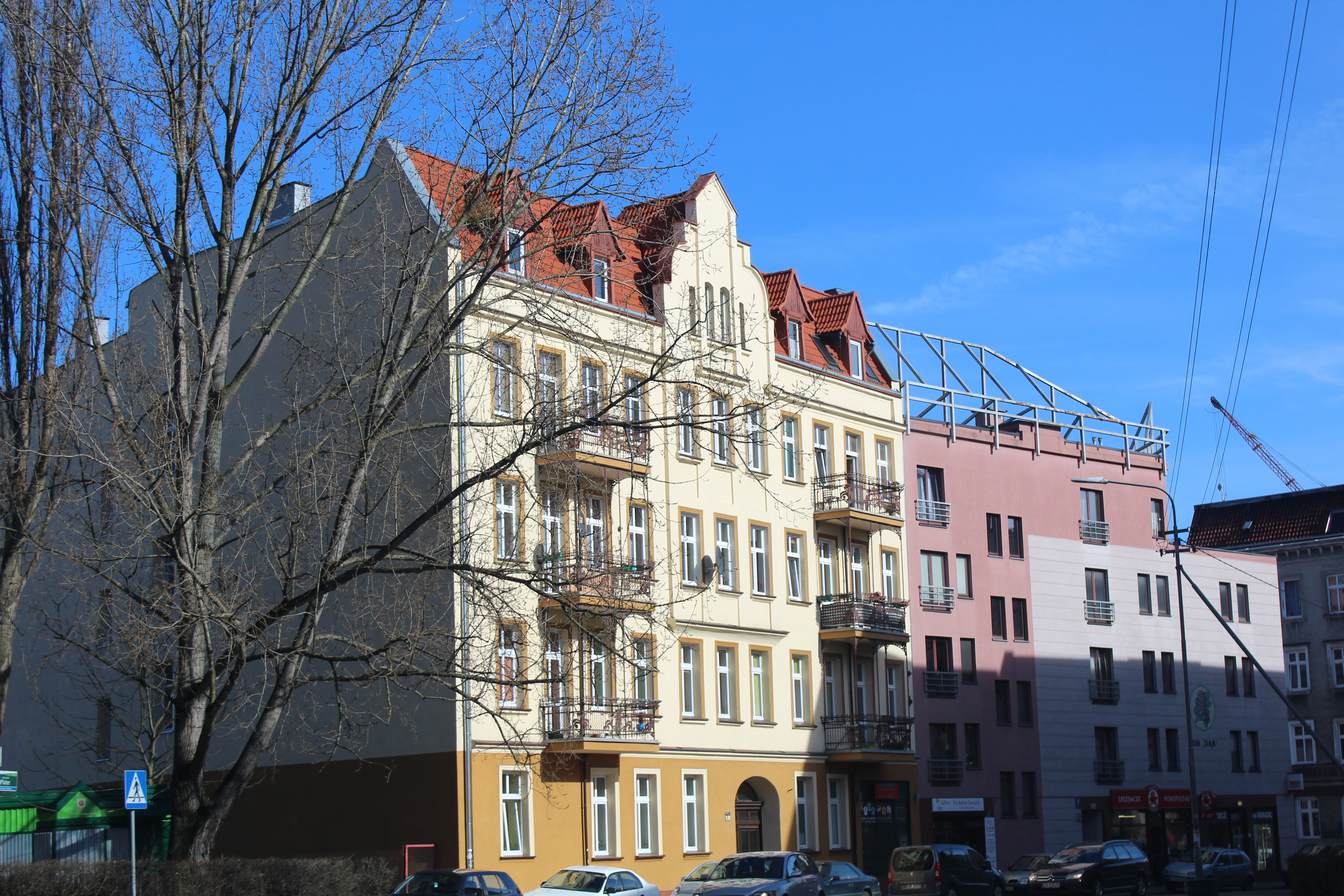
Kamienica nr 8 i blok SM Dąb
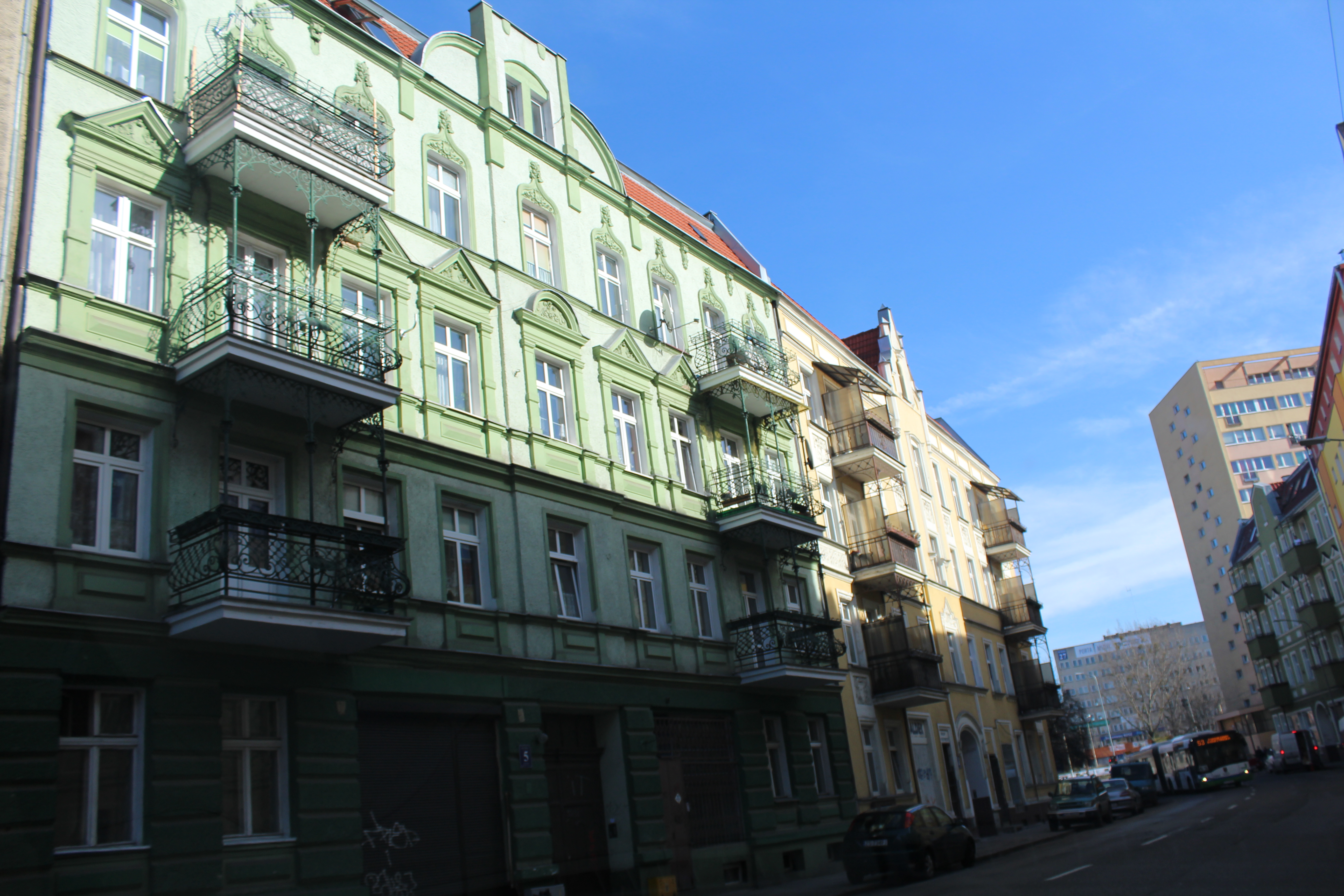
Odrestaurowane kamienice nr 5 oraz 4